# Acacia thomasii
Acacia thomasii är en ärtväxtart som beskrevs av Hermann August Theodor Harms. Acacia thomasii ingår i släktet akacior, och familjen ärtväxter. Inga underarter finns listade i Catalogue of Life.